# Quintus Technologies
Quintus Technologies, med huvudkontor i Västerås, är världsledande när det gäller tillverkning av pressar för ultrahöga tryck. Huvudområden är pressar för varmisostatisk pressning, kallisostatisk pressning, högtryckspastörisering samt tunnplåtsformning.

## Företaget
Quintus Technologies ett företag som erbjuder tillverkning, installation och underhåll av högtryckspressar för plåtformning och isostatisk pressning. Företaget är representerat i 35 länder och har levererat mer än 1 800 maskiner till kunder i hela den industrialiserade världen. 
Kompaktering av 3D-utskrivna metalliska komponenter är en växande marknad där slutprodukten är högpresterande 3D-utskrivna komponenter för kunder inom bland annat flyg- och rymdindustri och energi- och fordonssektorn. Nyare pressar har möjligheter för snabb avkylning och man kan då kombinera HIP och värmebehandling i samma process.
De pressar som tillverkas används för varmisostatisk pressning av pulver till helt solida kroppar och för efterpressning av gjutgods och sintrade detaljer för att eliminera defekter som uppstår under gjutningen eller under sintringen. Pressarna används också för kallisostatisk pressning av olika typer av metalliska och keramiska pulver. Vid isostatisk pressning använder man sig av en vätska (kall) eller gas (varm) som trycköverförande medium som då verkar allsidigt på den kropp som skall pressas ihop. 
Quintus Technologies är också världsledande inom området att forma tunnplåt till färdig form. Tekniken används för tillverkning av komponenter till flygplan, både själva flygplanskroppen och detaljer i motorerna samt för tillverkning av prototypdetaljer och korta serier i bilindustrin. 
Det som är utmärkande för Quintus Technologies pressar är att de kraftupptagande elementen, pressramar och cylindrar, är förspända med plattvalsad höghållfast tråd. Det innebär att ramar och cylindrar aldrig utsätts för dragspänning under belastning, vilket avsevärt ökar pressens livslängd och säkerhet. Genom att använda höghållfast tråd erhålls också pressar med låg vikt. Det innebär att man med den tekniken kan bygga mycket stora och kraftfulla pressar.

## Bakgrund
ASEA bedrev forskning för att tillverka syntetiska diamanter från 1942. Forskningen återupptogs 1950  med Fil. Dr. Erik Lundblad som projektansvarig. Projektet stöddes av Dr. Ragnar Liljeblad, VD på ASEA och dess tekniske chef Dr. Halvard Liander. Pressen med trådlindad förspänd ram och cylinder, var konstruerad och byggd av Baltzar von Platen. Utrustningen hade möjlighet att generera ett tryck av 80 000 bar med en temperatur av upp till 2 000°C. 1953 lyckades man för första gången framställa syntetiska diamanter. Resten av 50-talet användes för att förfina metoden och att utveckla verktyget i pressen.

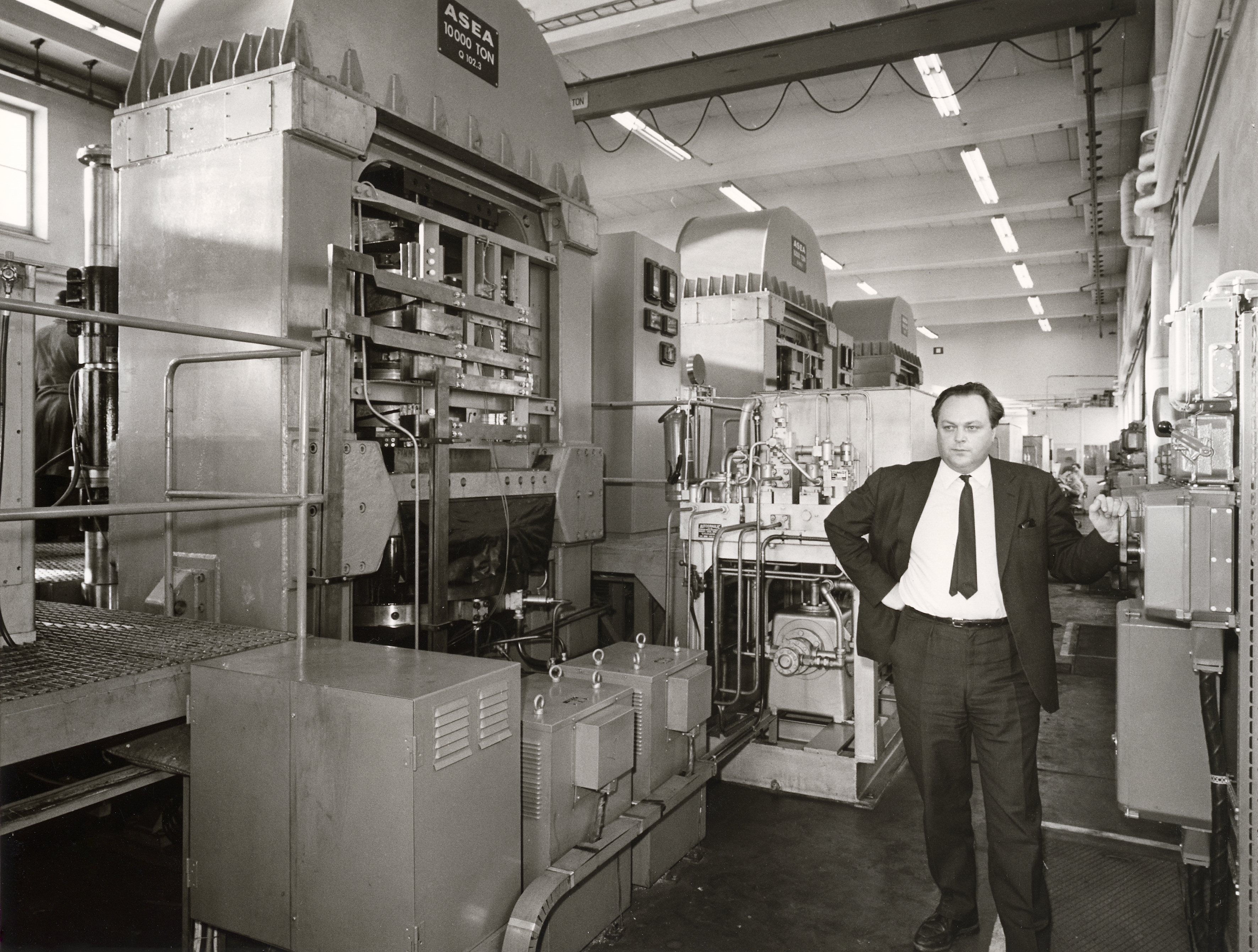
Högtrycksutrustning för diamanttillverkning i Robertsfors. Erik Lundblad till höger.

1960 tillverkades tre trådlindade pressar för diamanttillverkning på ASEA i Västerås. 1962 bildades diamantsektorn Q vid ASEA.. Tillverkningen av diamanterna förlades till Robertsfors där produktionen av syntetiska diamanter startade 1963. År 1965 bildas bolaget Scandiamant AB som fortsätter att utveckla produkter och sälja syntetiska diamanter. ASEA kvarstår som delägare men 1975 lämnar ASEA företaget helt.
1964 bildades QUINTUS byrån inom ASEA med avsikt att sälja högtrycksutrustningar till industrin baserat på den trådlindade presskonstruktionen. För att bredda användningen av högtryckspressar baserat på trådlindade förspända ramar och cylindrar startade ASEA 1965 ett högtryckslaboratorium i Robertsfors. Laboratoriet utrustades med en press för kallsmide, en press för hydrostatisk extrusion av metaller och en kall- och en varmisostatisk tryckkammare.
En stor kostnad vid framställningen av diamanter är verktygen. Den förspända cylindern och de stansar som genererar det ultrahöga trycket är består av hårdmetall. Då den sintrade hårdmetallen innehöll porer som är startpunkt för sprickor blev livslängden för verktygen kort. ASEA startade ett projekt tillsammans med Sandvik Coromant som gick ut på att framställa helt porfri hårdmetall med hjälp av varmisostatisk pressning. Projektet blev en framgång och 1969 levererades den första varmisostatiska pressen från ASEA till Sandvik Coromant i Stockholm.
I början av 70-talet utvecklades i samarbete med Stora Kopparberg AB en metod för att via pulver och varmisostatisk pressning framställa verktygsstål med högre legeringsgrad än vad som var möjlig med konventionell teknik. 1973 installerades den första anläggningen för framställning av pulverbaserat snabbstål med överlägsna egenskaper i Stora Kopparbergs anläggning i Söderfors. Processen kallades ASEA/STORA processen.
Kallsmidespressen visade sig kunna framställa hela Sveriges behov av axeltappar för fordon. Projektet lades ner.
1969 tillträder Bertram Brinkeborn som chef för QUINTUS byrån. Nu skall verksamheten expandera då marknaden anses vara enorm.
QUINTUS byrån får 1970 fyra avdelningar

•	Isostatpressar för kall och varmkompaktering av pulver och efterpressning av gjutgods och sintrade material. 

•	Extrusionspressar för aluminium och koppar

•	Metallpulverprocesser

•	Plåtformning för tunnplåt till flygindustrin. 

ASEA levererade i början av 1970-talet flera extrusionspressar för framställning av rör i koppar eller aluminium samt för kopparklädd aluminium. När kopparpriset sjönk och aluminiumpriset steg vid oljekrisen 1973 avtog intresset för processen.
ASEA utvecklade från mitten av 1960-talet ett unikt koncept för plåtpressning under mycket höga tryck med ett gummimembran som ger exceptionellt goda formningsresultat. Efter några år var ASEA världsledande på att leverera pressar för plåtformning av tunn plåt i korta serier.
1973 fick ASEA/QUINTUS i uppdrag att ta fram prototypen till slutförvaring av utbränt kärnbränsle. En demonstrationsanläggning byggdes i Robertsfors under ledning av Hans Larker. Två prototyper i ½ skala togs fram, en baserat på en keramisk inkapsling och en baserad på en kopparkapsel. Då den senare ansågs tillräckligt säker för långtidsförvaring av det utbrända bränslet och var enklare att tillverka valdes det alternativet.
För konstruktion, tillverkning och marknadsföring av isostatiska högtryckspressar bildades ASEA Pressure systems Inc. i USA 1982.
1984 bildades ASEA Cerama med ASEA, Volvo, Sandvik, Kema Nord och AC Invest som delägare. Målsättningen var att ta fram keramiska maskinelement baserat på varmisostatpressad kiselnitrid och kiselkarbid. Största framgången blev keramiska kullager men även andra maskinelement tillverkades.
1990 påbörjades en satsning för att pastörisera livsmedel med höga tryck. Det var sannolikt den största utmaning som Quintus antagit. Erforderligt tryck är för de flesta tillämpningarna 6 000 bar. Rostfritt stål måste användas och rent vatten pumpas till de höga trycken. Quintus samarbetade med Stazione Sperimentale i Parma, Italien, med utvecklingen av livsmedlen. Det krävdes både arbete med ASME (American Society of Mechanical Engineers) i USA och EU i Bryssel för att få till godkännanden för metoden. Verksamheten tog fart under 2000-talet men säljs sedan av till ett företag i USA.
ABB sålde högtryckspressteknologin 1999 till Flow International i USA. Flow lanserade tekniken inom området konservering av livsmedel under marknadsnamnet AVURE. År 2005 blev Avure Technologies privatägt.
År 2012 blir Avure Technologies Inc. ett privatägt och självständigt företag med två divisioner: Livsmedel och Industri. 
År 2015 blir industridivisionen en separat division med namnet Quintus Technologies AB med huvukontor i Västerås. Livsmedelsdivisionen, som inriktar sig mot kunder inom livsmedelsindustrin, heter Avure Technologies Inc. Den är baserad i USA.
År 2017 köper Kobelco (Kobe Steel Group) Quintus Technologies AB från den privatägda Milestone Partners.